# Phong Châu (huyện)
Phong Châu là một huyện cũ thuộc tỉnh Vĩnh Phú, sau thuộc tỉnh Phú Thọ. Tồn tại từ ngày 5 tháng 7 năm 1977 đến ngày 1 tháng 8 năm 1999.

## Vị trí địa lý và hành chính
Huyện Phong Châu có vị trí địa lý:
- Phía Bắc giáp huyện Đoan Hùng và tỉnh Tuyên Quang
- Phía Tây giáp thị xã Phú Thọ và Thanh Ba
- Phía Nam giáp huyện Tam Thanh
- Phía Đông giáp huyện Lập Thạch và thành phố Việt Trì

Huyện Phong Châu gồm 3 thị trấn: Phong Châu, Lâm Thao, Phú Hộ và 35 xã: An Đạo, Bản Nguyên, Bảo Thanh, Bình Bộ, Cao Xá, Chu Hóa, Gia Thanh, Hạ Giáp, Hà Thạch, Hợp Hải, Hùng Lô, Hy Cương, Kim Đức, Kinh Kệ, Liên Hoa, Phú Lộc, Phú Mỹ, Phú Nham, Phù Ninh, Sơn Dương, Sơn Vi, Thạch Sơn, Thanh Đình, Tiên Du, Tiên Kiên, Tiên Phú, Trạm Thản, Trị Quận, Trung Giáp, Tử Đà, Tứ Xã, Vĩnh Lại, Vĩnh Phú, Xuân Lũng, Xuân Huy.

## Lịch sử
Huyệnn Phong Châu được thành lập vào ngày 5 tháng 7 năm 1977 trên cơ sở hợp nhất hai huyện Lâm Thao và Phù Ninh. Riêng 7 xã: Liên Hoa, Phú Mỹ, Trạm Thản, Tiên Phú, Minh Phú, Chân Mộng, Vụ Quang của huyện Phù Ninh nhập vào huyện Sông Lô, 2 xã Phượng Lâu, Vân Phú của huyện Phù Ninh và xã Thụy Vân của huyện Lâm Thao nhập vào thành phố Việt Trì. Khi hợp nhất, huyện có 34 xã: An Đạo, Bản Nguyên, Bảo Thanh, Bình Bộ, Cao Mại, Cao Xá, Chu Hóa, Gia Thanh, Hạ Giáp, Hà Thạch, Hợp Hải, Hùng Lô, Hy Cương, Kim Đức, Kinh Kệ, Phú Hộ, Phú Lộc, Phú Nham, Phù Lỗ, Phù Ninh, Sơn Dương, Sơn Vi, Thạch Sơn, Thanh Đình, Tiên Du, Tiên Kiên, Trị Quận, Trung Giáp, Tử Đà, Tứ Xã, Vĩnh Lại, Vĩnh Phú, Xuân Huy, Xuân Lũng.
Ngày 26 tháng 2 năm 1980, thành lập thị trấn Phong Châu, thị trấn huyện lỵ của huyện Phong Châu trên cơ sở xã Phù Lỗ và một phần xã Phú Nham.
Ngày 22 tháng 12 năm 1980, chuyển 4 xã Liên Hoa, Phú Mỹ, Trạm Thản, Tiên Phú thuộc huyện Sông Lô vừa giải thể về huyện Phong Châu.
Ngày 6 tháng 11 năm 1996, huyện Phong Châu thuộc tỉnh Phú Thọ vừa được tái lập.
Ngày 1 tháng 6 năm 1997, thành lập thị trấn Lâm Thao trên cơ sở xã Cao Mại và một phần xã Chu Hóa; thành lập thị trấn Phú Hộ trên cơ sở xã Phú Hộ.
Ngày 1 tháng 8 năm 1999, Chính phủ ban hành Nghị định 59/1999/NĐ-CP. Theo đó, chia lại huyện Phong Châu thành hai huyện Lâm Thao và Phù Ninh.
- Huyện Lâm Thao gồm thị trấn Lâm Thao (huyện lỵ), Hùng Sơn, và 10 xã: Bản Nguyên, Cao Xá, Phùng Nguyên, Sơn Vi, Thạch Sơn, Tiên Kiên, Tứ Xã, Vĩnh Lại, Xuân Lũng, Xuân Huy.
- Huyện Phù Ninh gồm thị trấn Phong Châu (huyện lỵ) và 16 xã: An Đạo, Bảo Thanh, Bình Phú, Gia Thanh, Hạ Giáp, Kim Đức, Lệ Mỹ, Liên Hoa, Phú Lộc, Phú Mỹ, Phú Nham, Phù Ninh, Tiên Du, Tiên Phú, Trạm Thản, Trị Quận, Trung Giáp.